# SL X1
SL X1 차량은 스톡홀름 통근 열차에 최초로 사용된 전동차로 1967년부터 1975년까지 총 104편성이 ASEA, 칼마르 베르크스타드에서 생산되었다. 차호는 3001-3104번이다. 원래는 100편성 생산할 예정이었으나, 사고로 인한 손실분을 보충하기 위하여 4편성 더 생산되었다. 최후에 생산된 3103, 3104호는 전기 제동이 추가되었다. 2011년 4월 전 차량이 영업 운전에서 퇴역하였다.
영업 최고 속도는 시속 120km이며, 2량 편성의 중량은 78t이다. X10 차량과 병결 운행이 가능하다. 동력차 X1-A, 무동력차 X1-B가 1편성을 이룬다. X1-A 차량에는 견인 전동기가 장착되어 있고, X1-B 차량에는 부수 전기 장치가 장착되어 있다. 1량당 출입문은 한쪽에 3개씩 장착되어 있으며, 좌석은 2+3 배치로 승객들이 서로 마주보고 앉게 되어 있다.
여러 번 도색 및 구조 개선을 거쳤다. 1970년대에 영업 운행을 하면서 눈이 오는 날에는 냉기와 습기를 잘 버티지 못했다. 1982년 겨울에는 냉기와 눈이 공기 유입구로 들어가 냉각 및 동력 계통을 차단하여 80% 이상의 X1 차량이 운행하지 못하였다. 이후 공기 유입구의 구조를 개선하였고, 차량 기지에는 가열 장치를 설치하여 열차에 남은 눈을 제거하였다. 전기 장치가 빠르게 가열되어 습기가 맺혀 아크 방전이 일어나기도 하였다.
생산 당시에는 내장재에 석면이 사용되어 이후 제거되었다. 조명 방식도 생산 당시 간접 조명에서 직접 조명으로 변경되었다. 생산 당시 내장재는 회색에 파란색 좌석이었으나, 1980년대에 벽을 오렌지색으로 칠하고 회색 좌석을 도입하였다. 현재 사용하는 내장은 벽을 회색으로 다시 칠하고 출입문을 빨강, 파랑, 녹색, 노랑으로 칠했다. 좌석은 다양한 색이 있는 패턴으로 바뀌었다. 한 동안 객차 내에 쓰레기통이 있었으나, 이후 철거되고 현재는 흔적만 남아 있다. 차량 창문과 스피커는 변경되지 않았다.
차량 도색은 생산 당시부터 현재까지 어두운 파랑/천정부 회색 기반에서 변하지 않았다. 1990년대에 흰 줄무늬를 차량 옆에 칠했고, 차량 선두부에 크게 써 놓았던 차량 번호를 작게 줄이고 SL 로고를 추가하였다. 보통 4편성 병결 시 8량 1편성으로 운행하며, J37호선 베스테르헤닝에 이남 구간은 승강장 길이 문제로 2편성 병결로 운행하였다.

## 사고
1960, 1970년대 X1의 사고 문제는 ATC 설치 이후로 감소하였다. 1969년 우플란드스 베스뷔 근처 스카브스타뷔에서 앞서 가던 여객 열차와 추돌하여 사망자 및 부상자가 발생하였다. 병결 운행 중이었던 3048, 3016, 3015, 3033호 중 3048호는 심각하게 파손되어 폐차하였고, 다른 차량들은 수리 후 운행되었다. 3015호는 수리 후 각종 시험 운행에 사용되었다.
1972년 쇠데르텔리에 이남 예르나에서 앞서 가던 열차와 추돌 사고가 일어났고, 1973년에는 파르스타 스트란드에서 안전선을 넘어가 돌 벽에 충돌하였다. 두 사고 모두 사망자가 많이 발생하였고, 이들 사고의 원인은 정지 신호 무시였다.
이 외에도 분기기 오류, 탈선, 화재 등의 크고작은 사고가 있었다. 1980년대에 ATC가 도입된 이후 정지 신호 무시로 인한 사고가 감소하였으나, 선로 보수 중인 구간에서 ATC가 꺼졌을 때 안전 측선 돌파 사고는 가끔씩 일어났다. 1994년 엘브셰에서 베스테르헤닝에 방면으로 가던 X1 차량이 정지 신호를 무시하고 진행하여 경사로를 따라 탈선하여 아래쪽에 있는 도로로 충돌하였다. 엘브셰-베스테르헤닝에 간 복선화 공사 때문에 ATC가 비활성화되어 있었다.

## 다른 목적으로의 사용

### 3015호
X2 개발 단계에서 X1 3015호 차량을 차출하였다. 전동기가 보강되었고 틸팅 장치가 추가되었다. 1970년 여름 베스트라 스탐바난의 퇴레보다-셰브데 구간에서 시속 222km를 달성하였다. 여러 시험 운행 이후 시험 장비를 탈거하고 원래 구성으로 영업 운행에 복귀하였고, 2006년 폐차되었다.

### 3013, 3037호
2006년과 2007년에 3013, 3037호가 봄바디어 트랜스포테이션에 매각되어 ERTMS/ETCS 시험용으로 사용되었다. 두 차량은 내부 개조를 거쳐서 보트니아 선의 ERTMS/ETCS 시험용으로 사용하였다. 이후 어떻게 할 지는 알려져 있지 않으며, 박물관에 보존될 수도 있다.

## 폐차 및 보존
약 40년간 사용된 X1을 대차하기 위해서 2005년-2008년에 X60을 도입하였으나, X60 차량의 초기 안정화 문제 때문에 X1을 예비차로 사용하였다. 초기 계획은 2007년-2008년까지 X1 전량 폐차였으나, 2010년 1월 기준 21편성이 남아 있었다. 2010년 봄과 초여름에는 X1이 예비차로 사용되었고, 2010년 겨울에는 X1 예비차 15편성이 남아 있었다. X60이 안정화될 때까지 X1은 계속 예비차로 남아 있었다.
2010년 5월 18일 3006, 3065, 3082호가 폐차되었다. 6월에는 3084, 10월에는 3096호가 폐차되었다. 2011년 4월 모든 X1 편성을 영업 운전에서 퇴역시켰고, 여름까지 폐차시킬 예정이다. 2011년 4월 현재 12편성(3005, 3008, 3011, 3019, 3040, 3047, 3061, 3067, 3081, 3085, 3088, 3094)이 보존 중이고 7편성이 운행 가능하다. 봄바디어에 매각된 3013, 3037호는 아직 폐차되지 않았다.
3001호를 보존하기 위하여 여러 단체에서 준비하고 있었다. 3001호는 초기 생산된 30편성 중 하나이며, 초기에 사용한 전장품이 남아 있는 편성 중 하나이다. 2007년 여름 3001호가 운행 중일 때 위에 있는 전차선으로 새가 날아와 주 변합기의 합선으로 인한 화재가 발생하였다. 화재 자체는 빠르게 진압되었으며, 2007년 11월 새 변압기를 설치하는 대신 예비 부품용으로 사용하기로 하였고, 2007년 12월 부품 적출 이후 폐차되었다. 이로써 3001호의 동태 보존은 불가능하게 되었다.
그 대신 ATC 장치와 소소한 개선 이외에 운전석이 원래 상태로 보존되어 있는 3084호를 보존하려고 하였다. 3045, 3084호는 스톡홀름 지하철의 Cx 차량처럼 연파란색으로 도색되어 있었고, C20/X10(개조 이후) 차량처럼 노란색 내장재를 사용하고 있었다. 3045호는 2006년 11월 폐차되었고, 3084호는 2010년 6월 예비 부품을 추출하고 폐차하기로 결정하여 10월 폐차되었다. 이후 어떤 차량을 보존할지는 알려져 있지 않다.